# Mistrovství světa juniorů v ledním hokeji 1990
Mistrovství světa juniorů v ledním hokeji 1990 se konalo 26. prosince 1989 až 4. ledna 1990 ve finských městech Helsinky, Turku, Kauniainen a Kerava.

## Pořadí
| pozice | Tým     | Z | GS | GI | B  |
| ------ | ------- | - | -- | -- | -- |
| 1.     | Kanada  | 7 | 36 | 18 | 11 |
| 2.     | SSSR    | 7 | 50 | 23 | 11 |
| 3.     | ČSSR    | 7 | 51 | 17 | 10 |
| 4.     | Finsko  | 7 | 32 | 21 | 9  |
| 5.     | Švédsko | 7 | 38 | 29 | 9  |
| 6.     | Norsko  | 7 | 25 | 51 | 4  |
| 7.     | USA     | 7 | 22 | 37 | 2  |
| 8.     | Polsko  | 7 | 7  | 65 | 0  |

## Výsledky
26.12.1989

Kanada - USA 3:2 (0:0, 1:1, 2:1)

SSSR - Polsko 11:0 (3:0, 4:0, 4:0)

Švédsko - Norsko 4:3 (3:1, 0:0, 1:2)

ČSSR - Finsko 7:1 (4:1, 3:0, 0:0)

27.12.1989

SSSR - Norsko 12:2 (2:1, 5:0, 5:1)

ČSSR - USA 7:1 (1:1, 4:0, 2:0)

28.12.1989

Kanada - Polsko 12:0 (7:0, 1:0, 4:0)

Finsko - Švédsko 5:2 (2:2, 1:0, 2:0)

29.12.1989

Kanada - Norsko 6:3 (2:0, 2:3, 2:0)

SSSR - Finsko 3:2 (1:1, 1:1, 1:0)

ČSSR - Polsko 11:1 (1:0, 5:0, 5:1)

Švédsko - USA 6:5 (3:1, 2:0, 1:4)

30.12.1989

ČSSR - Norsko 13:2 (4:0, 5:2, 4:0)

SSSR - USA 7:3 (1:2, 3:1, 3:0)

31.12.1989

Kanada - Finsko 3:3 (1:1, 2:2, 0:0)

Švédsko - Polsko 14:0 (6:0, 2:0, 6:0)

1.1.1990

Kanada - SSSR 6:4 (2:3, 3:0, 1:1)

ČSSR - Švédsko 7:2 (1:0, 4:1, 2:1)

Finsko - Norsko 8:2 (3:0, 2:0, 3:2)

USA - Polsko 3:2 (0:0, 1:1, 2:1)

2.1.1990

SSSR - ČSSR 8:5 (3:1, 5:2, 0:2)

Norsko - USA 6:5 (0:3, 3:2, 3:0)

3.1.1990

Švédsko - Kanada 5:4 (2:2, 0:0, 3:2)

Finsko - Polsko 7:1 (4:0, 3:0, 0:1)

4.1.1990

Kanada - ČSSR 2:1 (0:1, 2:0, 0:0)

SSSR - Švédsko 5:5 (2:0, 2:2, 1:3)

Norsko - Polsko 7:3 (3:2, 1:0, 3:1)

Finsko - USA 6:3 (2:1, 1:1, 3:1)

## Soupisky
Kanada
Brankáři: Stéphane Fiset, Trevor Kidd

Obránci: Patrice Brisebois, Kevin Haller, Dan Ratushny, Stewart Malgunas, Jason Herter, Adrien Plavsic

Útočníci: Dave Chyzowski, Mike Needham, Mike Ricci, Dwayne Norris, Stu Barnes, Wes Walz, Eric Lindros, Mike Craig, Kent Manderville, Scott Pellerin, Steven Rice, Kris Draper.
  SSSR
Brankáři: Sergej Tkačenko, Sergej Poljakov

Obránci: Alexandr Godyňuk, Igor Ivanov, Sergej Zubov, Dmitrij Juškevič, Sergej Tertyšnyj, Eugene Regents, Alexandr Karpovcev

Útočníci: Andrej Kovalenko, Vjačeslav Kozlov, Pavel Bure, Roman Oksjuta, Viktor Gordyjuk, Alexej Žamnov, Vjačeslav Bucajev, Sergej Martyňuk, Andrej Potajčuk, Alexej Kudašov, Jan Kaminski.
  ČSSR
Brankáři: Roman Turek, Robert Horyna

Obránci: Jiří Šlégr, Jiří Vykoukal, Petr Kuchyňa, Jiří Malinský, Ján Varholík, Miloš Holaň, Richard Šmehlík

Útočníci: Robert Reichel, Jaromír Jágr, Bobby Holík, Pavol Zůbek, Martin Procházka, Luboš Rob, Ladislav Karabín, Petr Bareš, Miroslav Mach, Peter Zůbek, Marián Uharček.
 Finsko 
Brankáři: Henry Eskelinen, Pasi Räty

Obránci: Veli-Pekka Kautonen, Karri Kivi, Janne Laukkanen, Sami Nuutinen, Toni Porkka, Teemu Sillanpää, Mika Strömberg

Útočníci: Petri Aaltonen, Mika Alatalo, Jonas Hemming, Janne Kekäläinen, Petro Koivunen, Tommi Pullola, Rauli Raitanen, Harri Suvanto, Keijo Säilynoja, Vesa Viitakoski, Mika Välilä.
 Švédsko 
Brankáři: Jonas Levén, Joakim Persson

Obránci: Henrik Andersson, Henric Björkman, Joacim Esbjörs, Nicklas Lidström, Torbjörn Lindberg, Mattias Olsson, Osmo Soutokorva

Útočníci: Niklas Andersson, Niklas Brännström, Patric Englund, Patrik Juhlin, Fredrik Nilsson, Henrik Nilsson, Patrik Ross, Daniel Rydmark, Mats Sundin, Pelle Svensson, Marcus Thuresson.
 Norsko
Brankáři: Mattis Haakensen, Lasse Syversen

Obránci: Tommie Eriksen, Rene Hansen, Tommy Jakobsen, Pål Kristiansen, Svein Enok Nørstebø, Jan Tore Rønningen, Peter Samuelsen

Útočníci: Vegard Barlie, Henrik Buskoven, Ole Eskild Dahlstrøm, Geir Dalene, Stig Johansen, Espen Knutsen, Trond Magnussen, Per Martinsen, Tom Erik Olsen, Marius Rath, Bjørnar Sørensen.
 USA
Brankáři: Chuck Hughes, Jeff Stolp

Obránci: Brian Bruininks, Keith Carney, Ted Crowley, Sean Hill, Shaun Kane, Barry Richter, Doug Zmolek

Útočníci: Tony Amonte, Marc Beran, Jeff Blaeser, Mike Boback, Ted Drury, Rod Gaudreau, Bill Guerin, Jim Larkin, Cory Laylin, Bryan Smolinski, Jason Zent.
 Polsko
Brankáři: Wojciech Baca, Dariusz Karamuz

Obránci: Adam Fras, Maciej Funiok, Jacek Kuc, Maciej Pachucki, Jerzy Sobera, Wojciech Sosiński, Rafał Sroka, Jacek Szłapka

Útočníci: Mariusz Czerkawski, Sławomir Furca, Dariusz Garbocz, Piotr Matlakiewicz, Janusz Misterka, Piotr Sadłocha, Andrzej Secemski, Leszek Trybuś, Ryszard Tyrała, Wojciech Winiarski.

## Turnajová ocenění
|                            | Brankář        | Obránce          | Obránce          | Útočníci       | Útočníci       | Útočníci       |
| -------------------------- | -------------- | ---------------- | ---------------- | -------------- | -------------- | -------------- |
| Ceny direktoriátu IIHF     | Stéphane Fiset | Alexandr Godnjuk | Alexandr Godnjuk | Robert Reichel | Robert Reichel | Robert Reichel |
| All-Star Tým (podle médií) | Stéphane Fiset | Alexandr Godnjuk | Jiří Šlégr       | Dave Chyzowski | Jaromír Jágr   | Robert Reichel |

### Produktivita
| Hráč            | G  | A  | Body |
| --------------- | -- | -- | ---- |
| Robert Reichel  | 10 | 11 | 21   |
| Jaromír Jágr    | 5  | 13 | 18   |
| David Chyzowski | 9  | 4  | 13   |
| Patric Englund  | 9  | 2  | 11   |
| Bobby Holík     | 6  | 5  | 11   |

## Nižší skupiny
Šampionát B skupiny se odehrál v Bad Tölzu v Západním Německu, postup na MSJ 1991 si vybojovali Švýcaři, naopak sestoupili Jugoslávci. Domácí výběr se představil naposledy, protože v dalším ročníku již startoval celek sjednoceného Německa.
1.  Švýcarsko

2.  SRN

3.  Japonsko

4.  Dánsko

5.  Francie

6.  Rakousko

7.  Rumunsko

8.  Jugoslávie
Šampionát C skupiny se odehrál v Eindhovenu v Nizozemsku, postup do B skupiny MSJ 1991 si vybojovali domácí.
1.  Nizozemsko

2.  KLDR

3.  Itálie

4.  Bulharsko

5.  Jižní Korea

6.  Velká Británie

7.  Maďarsko